# غونتر يسلي
غونتر يسلي هو لاعب كرة قدم ومدرب كرة قدم نمساوي في مركز الدفاع، ولد في 5 أغسطس 1959 في النمسا. لعب مع رابيد فيينا.

## وصلات خارجية
- غونتر يسلي على موقع عالم كرة القدم.نت (الإنجليزية)